# Oldenlandia benguetensis
Oldenlandia benguetensis är en måreväxtart som beskrevs av Adolph Daniel Edward Elmer. Oldenlandia benguetensis ingår i släktet Oldenlandia och familjen måreväxter. Inga underarter finns listade i Catalogue of Life.